# رابرت اسمی
رابرت اسمی (انگلیسی: Robert Esmie؛ زادهٔ ۵ ژوئیهٔ ۱۹۷۲) دونده اهل کانادا بود.
از افتخارات وی میتوان به کسب مدال طلا دو ۴×۱۰۰ متر امدادی در بازی‌های المپیک تابستانی ۱۹۹۶ اشاره کرد.